# Gabriel Mbega Obiang
Gabriel Mbega Obiang Lima (nacido en 1975) es un político ecuatoguineano, actual Ministro de Planificación y Diversificación Económica de Guinea Ecuatorial desde 2023. Previamente ejerció entre 2012 y 2023 como Ministro de Minas e Hidrocarburos de Guinea Ecuatorial.

## Biografía
Hijo del presidente ecuatoguineano Teodoro Obiang Nguema y su segunda esposa, la santotomense Celestina Lima. Es diplomado en Economía por la Universidad de Alma Dallas en Texas, Estados Unidos.
Ha trabajado en el sector del petróleo y gas desde 1997. Los cargos que ha desempeñado incluyen el de Ministro Delegado, Viceministro, Secretario de Estado de Minas e Hidrocarburos y Asesor Presidencial de Hidrocarburos. Se ha desempeñado como miembro de la junta directiva de tres empresas nacionales en Guinea Ecuatorial (Sonagas, Segesa y GEPetrol).
El 21 de mayo de 2012, Mbega Obiang fue nombrado por su padre como Ministro de Minas e Hidrocarburos. En junio de 2016, con la reestructuración del aparato administrativo, fue confirmado en el cargo.
Desde su posición, tenía el poder de organizar concesiones petroleras. Ha sido llamado el "amo y señor" de la industria petrolera de Guinea Ecuatorial. Controlaba la producción de medio millón de barriles de petróleo al día y viajaba frecuentemente a países como Angola, Malasia, Francia, China, Estados Unidos, Canadá, Brasil, Gran Bretaña, Suiza y Trinidad y Tobago, donde tenía socios comerciales lucrativos y, en algunos casos, cuentas bancarias numeradas y cajas de seguridad. Ha sido investigado en España por lavado de dinero y la compra de varias propiedades en ese país. En 2017 todos los medios españoles centraron la atención en la causa conocida como ‘caso King’, un informe encargado al Comisario Villarejo por supuestos opositores a Gabriel Mbega Obiang Lima, donde se detallaban las cuentas y negocios corruptos del entonces Ministro de Minas e Hidrocarburos en Guinea Ecuatorial. Este informe fue el detonante y el hilo a partir del cual se desgranó toda la "Operación Tándem".
Por este motivo Gabriel Mbega Obiang Lima se querelló contra el Comisario Villarejo como acusación particular en la "Operación Tándem".
El 2 de febrero de 2023, Mbega Obiang fue nombrado por su padre como Ministro de Planificación y Diversificación Económica de Guinea Ecuatorial.

## Vida personal
Se dice que mantiene una lucha de poder con su hermanastro Teodorín Nguema Obiang por ser el sucesor de su padre como Presidente de Guinea Ecuatorial. Incluso Nguema Obiang acusó públicamente a su hermanastro de ser un traidor en la red social Facebook. La publicación fue borrada poco después.
Es yerno del político y exmilitar Florencio Mayé Elá.